# Façade (游戏)
《Façade》是由Michael Mateas、Andrew Stern创造的一款角色扮演游戏。开发者Michael Mateas、Andrew Stern都对人工智能和互动娱乐感兴趣，所以二人便从1998年开始开发这款游戏。
该游戏一经发布，就获得了很多的好评，以及引发人们对于人工智能的开发等兴趣，并且该游戏获得Slamdance Film Festival评审团奖。该作曾计划出续作，但是最后没有实现。

## 玩法
该作采用第一人称视角，场景设定在一间公寓内，玩家可以使用键盘自由移动。游戏开始前，玩家需要从列表中选择一个名字，而这会影响游戏角色特里普和格蕾丝的称呼。玩家可以通过输入文字与特里普和格蕾丝互动，也可以使用鼠标选择他们身体的某个部位进行互动，包括随时安慰、拥抱或亲吻角色。
在游戏中，玩家的任何行为都能改变游戏的剧情走向。

## 情节
某日，主角的朋友和其伴侣有了矛盾，而他们之所以能走到一起，都是主角之前的撮合，于是他们想通过主角来帮助他们，从而思索一下之后他们该怎么做。